# 杉原愛子
杉原 愛子（すぎはら あいこ、1999年9月19日 - ）は、大阪府東大阪市出身の日本の体操競技選手。株式会社TRyAS（トライアス）代表。

## 人物
四歳上の姉が体操をやっていたことから自らも4歳で体操を始め、幼稚園児の時には鉄棒の逆上がりをマスターしていたという。
小学校4年生の時に羽衣体操クラブに入団して本格的に体操競技に取り組み、羽衣学園中学校入学以後の成績としては、2年生時の2013年の第43回全国中学校体操競技選手権大会で女子個人総合6位入賞、3年生時は2014年にタシケント（ウズベキスタン）で開催された第13回アジアジュニア体操競技選手権大会で団体戦優勝及び個人総合2位の成績を収めた。同じく2014年度の全日本ジュニア体操競技選手権大会では個人総合優勝を果たした。
2015年に梅花高等学校に進学し、それに伴い杉原もヴォラーレ体操クラブへ移籍する。同年の全日本体操個人総合選手権では寺本明日香、内山由綺に次ぐ3位入賞を果たすと、5月の第54回NHK杯体操選手権女子個人総合では笹田夏実、寺本ら実力者を抑えて初優勝を果たした。この結果、2015年世界体操競技選手権に出場する体操競技日本代表に選出された。
同年7月、杉原は日本代表として初のシニア国際大会となる第6回アジア体操競技選手権に出場すると、4種目全てに安定した演技を披露して日本女子の団体総合優勝に寄与すると共に杉原も個人総合で優勝し初の国際タイトルを獲得した、また種目別でも段違い平行棒、ゆかで2位となった。
2016年4月に行われた全日本体操個人総合選手権と、2016年5月にリオデジャネイロオリンピック代表選考会を兼ねたNHK杯個人総合に於いてどちらも3位で入賞し、リオデジャネイロオリンピック日本代表候補に選出された。なお、代表候補に選出された際には東大阪市長を表敬訪問している。その後、同年6月25日に体操女子日本代表の5名の中に杉原が選ばれ、初めてとなるオリンピックの出場が決定し出場することになった。迎えたリオデジャネイロオリンピックでは、1964年の東京オリンピック以来となるメダル獲得にあと一歩と迫る団体での4位入賞に大きく貢献した。
2016年11月10日、翌日から開催された全日本体操団体選手権についてのインタビューにおいて杉原は、11月内に大阪の梅花高等高校から東京の藤村女子高等高校に転校していた事を明らかにした。昨年末に入部した朝日生命体操クラブの練習拠点が東京都内にあるため、「環境を良くするために転校しました」と語っている。
2017年10月、モントリオールで行われた世界選手権個人総合決勝の平均台で披露した新技「足持ち2回ターン」が「スギハラ」と命名された。
2018年3月、藤村女子高等学校を卒業し、同年4月に日本女子体育大学に入学した。
2018年末、朝日生命体操クラブを退部。
2019年4月、地元関西に拠点を移し、武庫川女子大学短期大学部健康・スポーツ学科に入学する。
2021年、東京オリンピックの代表入りをかけて臨んだ全日本で4位、続くNHK杯でも4位に入り、ライバルでもある寺本明日香との争いを制し、2大会連続のオリンピック代表に内定した。
2020年東京オリンピック体操女子団体総合に、村上茉愛、畠田瞳、平岩優奈とともに出場し予選を8位で通過し、決勝では見事5位入賞を果たした。しかし、オリンピック後の同年10月に左ひざの内視鏡手術を受けたことから、翌年の全日本とNHK杯を欠場。2022年6月に行われる全日本種目別を最後に選手として第一線から退くことを自身のInstagramで発表した。その中で「引退という言葉を使わず、一区切りという表現にした。今後も体操人として体操の魅力を多くの方々に知ってもらえるようになりたい」とコメント。全日本種目別のゆかでは13.466のスコアで2位入賞を果たし、競技生活への区切りをつけた。今後は「競技者」としてエキシビションへの出場をしながらも指導者への道へ進むための勉強もしていくという。
2022年12月16日、翌年4月に武庫川女子大学体操部の強化コーチに就任する事が発表された。同大学の付属中学・高校の体操部を中心に指導しオリンピアンの育成を目指す。第一線を退いて以降続けてきたエキシビションや講演など体操競技の普及活動も継続していくとしている。また、自身のプロデュースにより開発された「アイタード」も誕生させた。現役復帰後はアイタードを着用して競技を行っている。
2023年の「第77回全日本体操競技選手権大会」のテレビ中継（NHK総合）では、フロアサイドリポーター兼解説者を務めた。同年6月の全日本種目別で1年ぶりに現役復帰を果たし、ゆかに出場し、13.400のスコアで2年ぶりの優勝を果たした。
2024年の全日本個人総合で5位入賞を果たし、パリオリンピック代表への望みを繋いだが、同年のNHK杯では予選、決勝とも段違い平行棒での落下が響いて5位に終わり、3大会連続のオリンピック代表に届かなかった。競技終了後、オリンピックには補欠として帯同することを発表。自身の進退については否定した。後に代表キャプテンの宮田笙子が20歳未満での喫煙・飲酒の規律違反で代表離脱（その後、辞退を表明）したが、エントリー期間終了後の出来事であり、病気や怪我などの理由を除いて選手の入れ替えは不可能であることから、繰り上げ出場には至らなかった。
2025年の全日本体操競技選手権大会で2位に入ると、5月の第64回NHK杯体操選手権で10年ぶりの優勝し、同大会男女を通じ最長ブランク優勝を達成すると共に第53回世界体操競技選手権の代表に内定した。

## その他
- 2022年10月15日に、警視庁武蔵野警察署の一日署長を務めた（藤村女子は同署の管内にある）。